# La telaraña (película de 1990)
La teranyina o La telaraña es una película española de 1990, dirigida por Antoni Verdaguer.
La historia está enmarcada en la Semana Trágica y que narra las vicisitudes de aquellos momentos pero no en Barcelona sino en la ciudad de Feixes, correlato literario de la ciudad de Tarrasa. 
La lucha por el poder político, económico, familiar, se refleja en las maniobras de los distintos componentes de la familia Rigau y del resto de personajes de la novela.

## Reparto
- Jordi Dauder
- Montse Guallar
- Fernando Guillén
- Anna Lizaran
- Ramón Madaula
- Sergi Mateu
- Ovidi Montllor
- Amparo Soler Leal

## Premios

### Fotogramas de Plata
| Año  | Categoría           | Actor       | Resultado |
| ---- | ------------------- | ----------- | --------- |
| 1990 | Mejor actor de cine | Sergi Mateu | Nominado  |

### Premios Sant Jordi de Cine
| Año  | Categoría           | Actor        | Resultado |
| ---- | ------------------- | ------------ | --------- |
| 1990 | Mejor actor español | Jordi Dauder | Ganador   |

- Premis de l'Associació d'Actors i Directors de Catalunya al Mejor actor de cine (Ramon Madaula).
- Premis de Cinematografía de la Generalidad de Cataluña al Mejor actor (Sergi Mateu).